# Gunship
Gunship (стилизованно под GUNSHIP) — британская синтвейв-группа, образованная в 2010 году музыкантом Дэном Хейгом и певцом Алексом Уэстауэем, к которым позже присоединился барабанщик Алекс Джингелл (англ. Alex Gingell). Музыку Gunship характеризуют как написанную «под влиянием саундтреков кино, телевизионных шоу, видеоигр и мультфильмов 80-х».

## История
В то время как другой музыкальный проект Хейга и Уэстауэя (Fightstar) был на время заморожен, музыканты решили сосредоточиться на своей другой музыкальной группе, названной ими Gunship. К ним присоединялся их давний соратник и близкий друг, Алекс Джингелл.
В 2015 году Gunship выпустили дебютный одноимённый альбом, который был хорошо принят зрителями и критиками в электронной и бумажной рок-прессе, за звучание как в то самое десятилетие",, и за его превосходное современное производство.
В первый альбом Gunship вошли совместные работы с Лу Хейтером (New Young Pony Club, Tomorrows World), Чарли Симпсон (Fightstar, Busted), Мартином Гречом и Stella Le Page.

## Музыкальный стиль
Gunship имеют репутацию создателей интересных и инновационных музыкальных клипов.. Их клип «Tech Noir», сделанный в духе ностальгии по 1980-м годам, был снят совместно с режиссёром Джоном Карпентером и аниматором Ли Хардкаслом. Карпентер назвал «Tech Noir» «Одной из моих любимых песен года», также заявив, что «Было бы интересно сотрудничать с Gunship». Gunship также создал «первое музыкальное видео, сделанное в редакторе GTA 5 от Rockstar» для песни «The Mountain» и сделал целиком пиксельное музыкальное видео с Джейсоном Таммемаги на песню «Revel In Your Time».

## Состав
- Алекс Уэстауэй[англ.] — вокал, мультиинструменталист
- Дэн Хейг[англ.] — мультиинструменталист
- Алекс Джингелл (англ. Alex Gingell) — мультиинструменталист

## Оборудование
Gunship имеют большую коллекцию синтезаторов и используют сочетание подлинных винтажных синтезаторов и современных, чтобы достичь нужного звучания, включая Roland Juno-106, DSI Prophet 12, DSI Prophet 6, MOOG Minimoog, MOOG Mother 32, и различных подразделений Oberheim.

## Дискография
- 2015 — Gunship (LP)
- 2018 — Dark All Day (LP)[13]
- 2023 — Unicorn (LP)

### Позиции в чартах
| Альбом       | Год  | Высшие позиции в чартах | Высшие позиции в чартах | Высшие позиции в чартах | Высшие позиции в чартах | Высшие позиции в чартах | Высшие позиции в чартах | Высшие позиции в чартах | Высшие позиции в чартах | Высшие позиции в чартах | Высшие позиции в чартах |
| Альбом       | Год  | UK                      | UK Dance                | UK Indie                | AUS Digital             | IRE Indie               | SCO                     | US                      | US Dance                | US Heat                 | US Indie                |
| ------------ | ---- | ----------------------- | ----------------------- | ----------------------- | ----------------------- | ----------------------- | ----------------------- | ----------------------- | ----------------------- | ----------------------- | ----------------------- |
| Gunship      | 2015 | —                       | 30                      | 40                      | —                       | —                       | —                       | —                       | —                       | —                       | —                       |
| Dark All Day | 2018 | 34                      | 1                       | 6                       | 9                       | 14                      | 19                      | 184                     | 4                       | 1                       | 8                       |
| Unicorn      | 2023 |                         |                         |                         |                         |                         |                         |                         |                         |                         |                         |

## Ремиксы
- Carpenter Brut (Tech Noir)
- Makeup and Vanity Set (Black Sun On The Horizon)
- Miami Nights 1984 (Revel In Your Time)